# 몬머스피디아

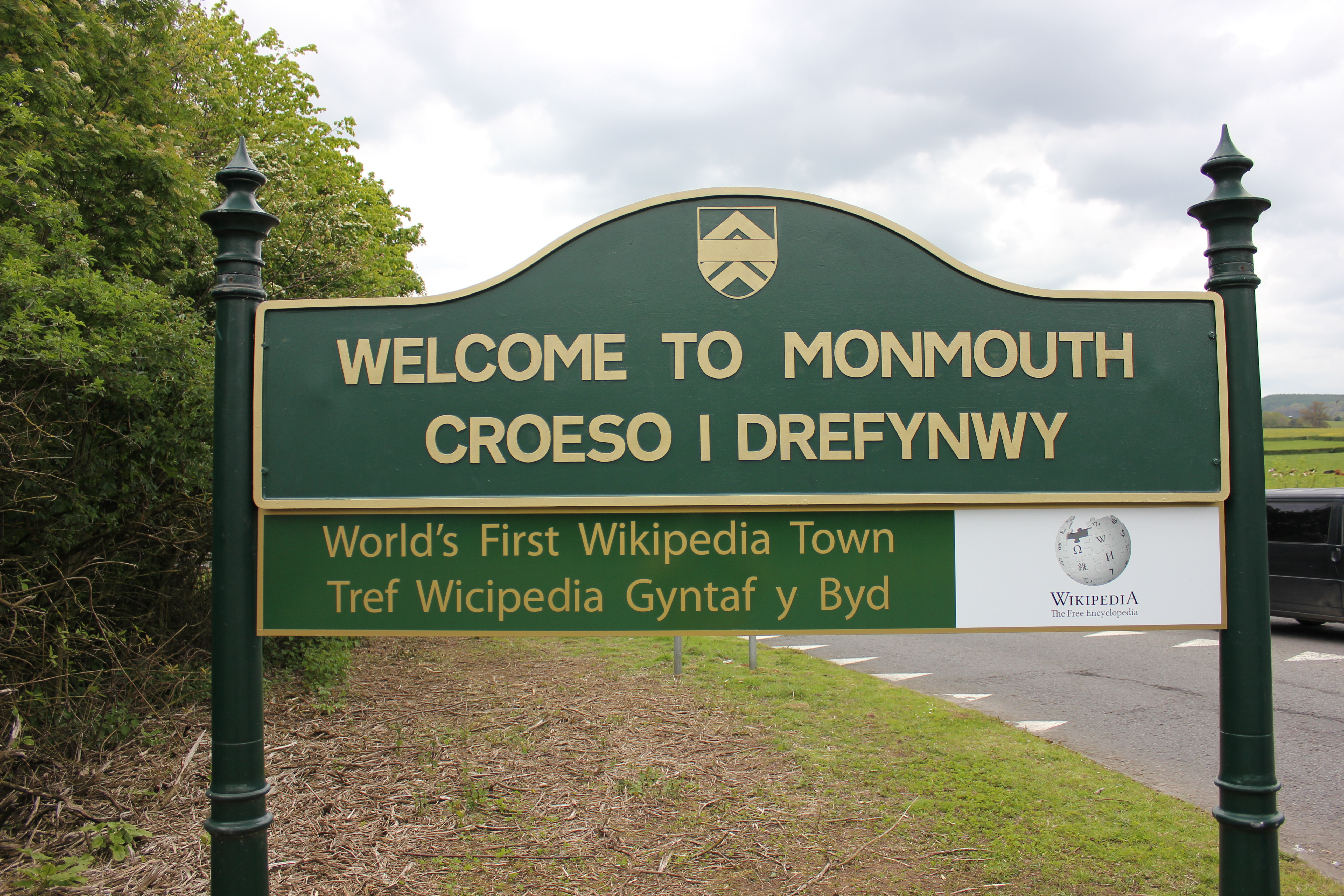
몬머스피디아

몬머스피디아(Monmouthpedia)는 웨일스 몬머스와 위키백과의 공동 프로젝트의 일환으로 2012년 5월 19일 몬머스에 설치된 작은 마을로, 세계 최초의 위키피디아 마을로 불리고 있다.